# Бережки (Ленинградская область)
Бережки́ — деревня в Волховском районе Ленинградской области. Административный центр Бережковского сельского поселения.

## История
Деревня Бережки упоминается на карте Санкт-Петербургской губернии Ф. Ф. Шуберта 1834 года.

БЕРЕЖКИ — деревня принадлежит Казённому ведомству, число жителей по ревизии: 15 м. п., 19 ж. п. (1838 год)

Деревня Бережки отмечена и на карте Ф. Ф. Шуберта 1844 года.

БЕРЕЖКИ — деревня Ведомства государственного имущества, по просёлочной дороге, число дворов — 11, число душ — 18 м. п. (1856 год)

БЕРЕЖКИ — деревня казённая при реке Волхове, число дворов — 10, число жителей: 21 м. п., 24 ж. п.; Часовня православная. Сельское училище. Торжок. (1862 год)

В 1884—1885 годах временнообязанные крестьяне деревни выкупили свои земельные наделы у А. С. Нехаевой и М. С. Реутович и стали собственниками земли.
Сборник Центрального статистического комитета описывал её так:

БЕРЕЖКИ — деревня бывшая государственная при реке Волхове, дворов — 16, жителей — 86; лавка. (1885 год)

Согласно материалам по статистике народного хозяйства Новоладожского уезда 1891 года имение при селении Бережки принадлежало дворянам А. С. Нехаевой и М. С. Реутович, имение было приобретено до 1868 года.
В конце XIX — начале XX века деревня административно относилась к Усадище-Спассовской (Усадищской) волости 2-го стана Новоладожского уезда Санкт-Петербургской губернии.
По данным «Памятной книжки Санкт-Петербургской губернии» за 1905 год деревня Бережки входила в Замошское сельское общество.
С 1917 по 1919 год деревня Бережки входила в состав Усадище-Спасской волости Новоладожского уезда.
С 1919 года в составе Замошского сельсовета Пролетарской волости.
С 1923 года в составе Паневского сельсовета Волховского уезда.
С 1924 года в составе Братовищенского сельсовета.
Согласно данным переписи населения СССР 1926 года в деревне Бережки проживали 102 человека — все русские.
С 1927 года в составе Волховского района.
По данным 1933 года деревня Бережки входила в состав Братовищенского сельсовета Волховского района, административным центром сельсовета была деревня Замошье.
По данным 1936 года деревня Бережки являлась административным центром Братовищенского сельсовета в состав которого входили 6 населённых пунктов, 153 хозяйства и 4 колхоза.

План деревни Бережки. 1941 год

Согласно топографической карте РККА 1941 года деревня насчитывала 15 дворов. В деревне находились сельсовет и пристань.
С 1954 года в составе Прусыногорского сельсовета, в деревню был перенесён центр сельсовета.
В 1961 году население деревни Бережки составляло 132 человека.
По данным 1966 года деревня Бережки также входила в состав Прусыногорского сельсовета.
По данным 1973 и 1990 годов деревня Бережки являлась административным центром Прусыногорского сельсовета, в который входили 20 населённых пунктов общей численностью населения 1699 человек. В самой деревне Бережки проживал 1221 человек, в ней располагалась центральная усадьба совхоза «Заречье».
В 1997 году в деревне Бережки Бережковской волости проживали 1300 человек, в 2002 году — 1088 человек (русские — 96 %).
С 1 января 2006 года в соответствии с областным законом № 56-оз от 6 сентября 2004 года «Об установлении границ и наделении соответствующим статусом муниципального образования Волховский муниципальный район и муниципальных образований в его составе» деревня Бережки является административным центром Бережковского сельского поселения.
В 2007 году в деревне Бережки Бережковского СП проживали 1136 человек.

## География
Деревня расположена в южной части района на правом берегу реки Волхов. К востоку от деревни протекает река Сестра.
Деревня находится на автодороге 41К-022 (Кириши — Городище — Волхов) в месте примыкания к ней автодороги 41К-373 (Бережки — Заднево). Расстояние до районного центра города Волхов — 20 км.
Расстояние до железнодорожной станции Гостинополье — 11 км. Ближайший остановочный пункт — платформа 23 км на железнодорожной линии Волховстрой I — Чудово-Московское.

## Демография
| 1838  | 1862  | 1885 | 1990  | 1997  | 2002  | 2007  |
| ----- | ----- | ---- | ----- | ----- | ----- | ----- |
| 34    | ↗45   | ↗86  | ↗1221 | ↗1300 | ↘1088 | ↗1136 |
| 2010  | 2017  |      |       |       |       |       |
| ↘1065 | ↘1024 |      |       |       |       |       |

### Национальный состав
Согласно данным Всероссийской переписи населения 2021 года в деревне проживали 878 человек, из них:
 русские — 854, узбеки — 5, азербайджанцы — 3, украинцы — 3, белорусы — 2, молдаване — 2, цыгане — 2, армяне — 1, грузины — 1, другие национальности — 5 человек.

## Улицы
Дачная, Заречная, Набережная, Песочная, Придорожная.

## Достопримечательности
- Храм-часовня иконы Божией Матери «Всех скорбящих Радость», деревянная, 2021 года постройки[29].